# آنتونینو باریلا (تیرانداز)
آنتونینو باریلا (ایتالیایی: Antonino Barillà؛ زادهٔ ۲۸ نوامبر ۱۹۸۷) تیرانداز اهل ایتالیا است.
وی در مسابقات کشوری و بین‌المللی در مجموع برندهٔ ۷ مدال طلا، ۲ مدال نقره، ۳ مدال برنز شده‌است.